# Geography Markup Language
El Geography Markup Language (amb acrònim anglès GML) és la gramàtica XML definida per l'Open Geospatial Consortium (OGC) per expressar característiques geogràfiques. GML serveix com a llenguatge de modelatge per a sistemes geogràfics, així com un format d'intercanvi obert per a transaccions geogràfiques a Internet. La clau de la utilitat de GML és la seva capacitat per integrar totes les formes d'informació geogràfica, incloent no només objectes "vectorals" o discrets convencionals, sinó també cobertures (vegeu també GMLJP2) i dades de sensors.
GML conté un conjunt ric de primitives que s'utilitzen per crear esquemes o llenguatges d'aplicació específics. Aquestes primitives inclouen:
- Característica.
- Geometria.
- Sistema de referència de coordenades.
- Topologia.
- Temps.
- Característica dinàmica.
- Cobertura (incloses imatges geogràfiques).
- Unitat de mesura.
- Indicacions.
- Observacions.
- Regles d'estil de presentació de mapes.

El model GML original es basava en el Resource Description Framework (RDF) del World Wide Web Consortium. Posteriorment, l'OGC va introduir esquemes XML a l'estructura de GML per ajudar a connectar les diferents bases de dades geogràfiques existents, l'estructura relacional de les quals es definien més fàcilment els esquemes XML. El GML resultant basat en esquemes XML conserva moltes característiques de RDF, inclosa la idea dels elements fills com a propietats de l'objecte pare (RDFS) i l'ús de referències de propietats remotes.